# دوري كرة القدم الغربي 1909–10
دوري كرة القدم الغربي 1909–10 (بالإنجليزية: 1909–10 Western Football League)‏ هو موسم من دوري كرة القدم الغربي ‏. فاز فيه Treharris Athletic Western F.C. ‏.